# Fozzano
Fozzano (korziško Fuzzà) je naselje in občina v francoskem departmaju Corse-du-Sud regije - otoka Korzika. Leta 1999 je naselje imelo 127 prebivalcev.

## Geografija
Kraj leži v jugozahodnem predelu otoka Korzike 19 km severno od Sartène.

## Uprava
Občina Fozzano skupaj s sosednjimi občinami Arbellara, Olmeto, Propriano, Santa-Maria-Figaniella in Viggianello sestavlja kanton Olmeto s sedežem v istoimenskem kraju. Kanton je sestavni del okrožja Sartène.
1. ↑  »Populations légales 2016«. Nacionalni inštitut za statistične in gospodarske raziskave. Pridobljeno 25. aprila 2019.